# IHC Slavia Praha
IHC Slavia Praha je pražský inline hokejový klub, který je účastníkem extraligy inline hokeje, ve které doposud získal dva mistrovské tituly.

## Týmové úspěchy
- Vítěz nejvyšší domácí soutěže – 2012, 2014, 2015
- Vítěz extraligy juniorů inline hokeje 2011, 2014

## Současný kádr (2013-2014)
| Pozice | #  | Jméno            |
| ------ | -- | ---------------- |
| B      | 37 | Daniel Brabec    |
| B      | 1  | Lukáš Sochůrek   |
| O      | 21 | David Sem        |
| O      | 13 | Václav Čížek     |
| O      | 19 | Martin Tondr     |
| O      | 69 | Robin Malý       |
| O      | 7  | Milan Toman      |
| O      | 15 | Aleš Hyršl       |
| Ú      | 78 | Marek Loskot     |
| Ú      | 66 | Petr Kafka       |
| Ú      | 10 | Pavel Mrňa       |
| Ú      | 25 | Ronald Wurm      |
| Ú      | 24 | Vendelín Krudenc |
| Ú      | 55 | Jiří Černoch     |
| Ú      | 13 | Daniel Vrdlovec  |
| Ú      | 14 | Michal Bezouška  |
| Ú      | 41 | Andrew Sillitoe  |
| Ú      | 90 | Aleš Chamrád     |
|        |    |                  |